# Pendembu
Pendembu é uma cidade da Serra Leoa, localizada no distrito de Kailahun.
A cidade é o local de nascimento do ex- presidente de Serra Leoa Ahmad Tejan Kabbah.

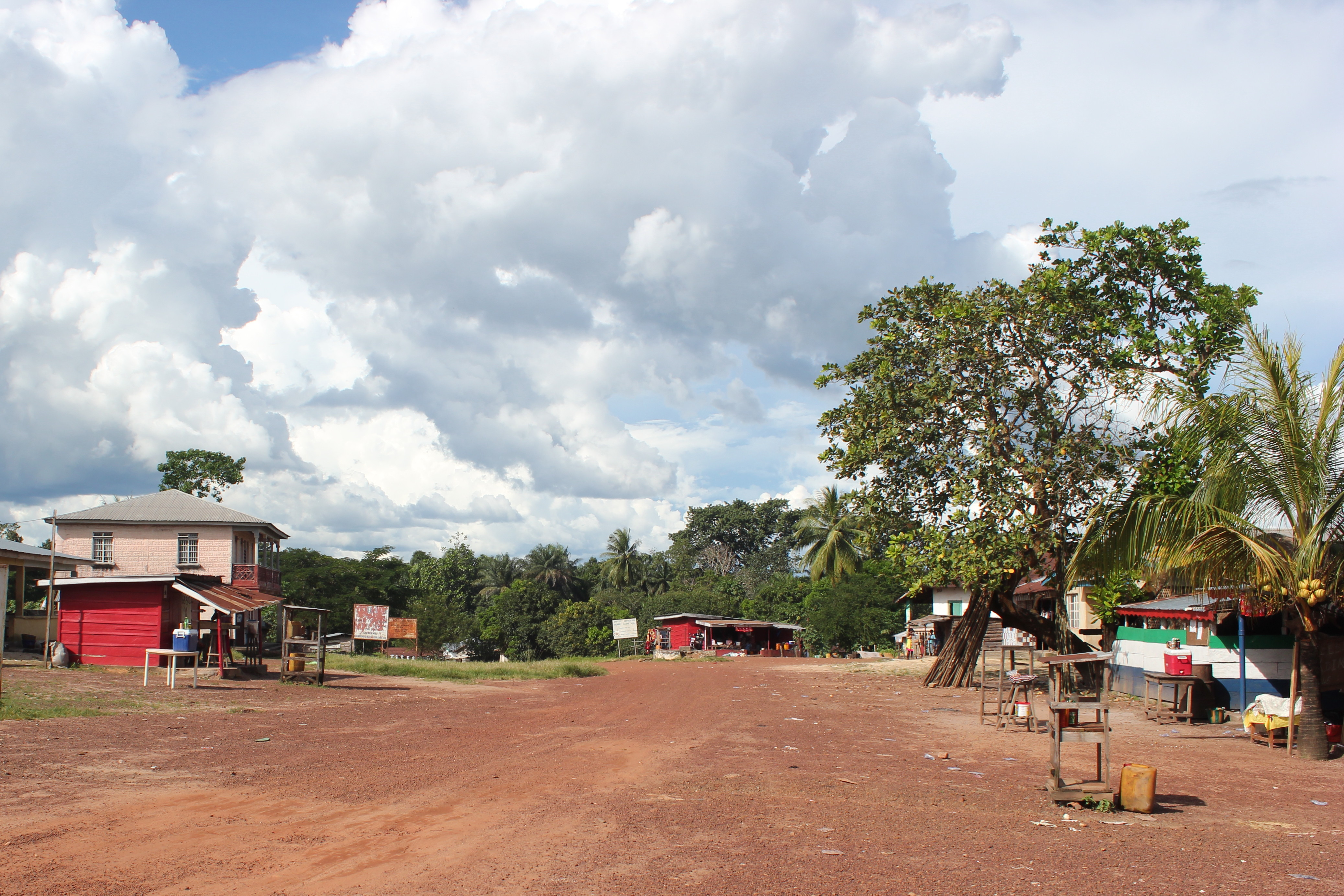
Um Parque em Pendembu